# Stavanger Ishockeyklubb
Lo Stavanger Ishockeyklubb (più comunemente noto col nome di Stavanger Oilers) è una squadra di hockey su ghiaccio norvegese di Stavanger, fondata il 10 novembre 2000. Milita in GET-ligaen, il massimo campionato norvegese.

## Storia
Il club venne fondato da lavoratori finlandesi nel 2000, nonostante in città esistesse già una squadra di hockey (il Viking Hockey, precedentemente denominato Viking IK).
La prima partita ufficiale venne disputata nell'autunno del 2001, con molti giocatori provenienti dai campionati finlandesi che affiancavano giocatori locali. Partendo dalle divisioni inferiori, il club in pochi anni riuscì ad ottenere diverse promozioni sino a raggiungere il massimo livello del campionato norvegese, campionato che ha poi vinto per 5 volte, di cui 4 consecutive (dalla stagione 2011/12 sino all'ultimo torneo del 2014/15).

Il club ha anche vinto la Continental Cup nella stagione 2013/14. Dalla stagione successiva, grazie alle vittorie del campionato, il club ha partecipato alla rinata Champions Hockey League.

## Palmarès

### Competizioni nazionali
- GET-ligaen: 5

2009/10, 2011/12, 2012/13, 2013/14 e 2014/15

### Competizioni internazionali
- IIHF Continental Cup: 1

2014